# Liste des municipalités du Connecticut
L'État américain du Connecticut est divisé en 169 municipalités, regroupées en huit comtés.

## Statut
Les municipalités du Connecticut peuvent être des cities, des towns ou des boroughs. Tout le territoire du Connecticut est divisé en towns, à l'exception des cities (sauf Groton) et du borough de Naugatuck, où les gouvernements des deux entités ont fusionné. Les autres boroughs et la city de Groton disposent d'un gouvernement propre, différent de celui de la town dans laquelle ils se trouvent, mais restent dépendant de la town pour un certain nombre de compétences. Au XIXe siècle, les boroughs permettaient au centre des municipalités, souvent plus riches, d'avoir un plus grand contrôle sur les affaires locales. 
Depuis le 1er octobre 1960, les comtés du Connecticut ne sont plus une collectivité ; leurs pouvoirs ont été transférés à l'État ou aux towns.

## Liste des municipalités
| Nom              | Type    | Comté      | Superficie(en km²) | Population(2010) | Forme degouvernement        | Création |
| ---------------- | ------- | ---------- | ------------------ | ---------------- | --------------------------- | -------- |
| Andover          | Town    | Tolland    | 40,04              | 3 303            | Town meeting                | 1848     |
| Ansonia          | City    | New Haven  | 15,62              | 19 249           | Mayor-council               | 1889     |
| Ashford          | Town    | Windham    | 100,47             | 4 100            | Town meeting                | 1714     |
| Avon             | Town    | Hartford   | 59,88              | 18 098           | Council-manager             | 1830     |
| Bantam           | Borough | Litchfield | 2,62               | 759              | Town de Litchfield          | 1915     |
| Barkhamsted      | Town    | Litchfield | 93,81              | 3 620            | Town meeting                | 1779     |
| Beacon Falls     | Town    | New Haven  | 25,33              | 6 049            | Town meeting                | 1871     |
| Berlin           | Town    | Hartford   | 68,51              | 19 866           | Council-manager             | 1785     |
| Bethany          | Town    | New Haven  | 54,31              | 5 563            | Town meeting                | 1832     |
| Bethel           | Town    | Fairfield  | 43,49              | 18 584           | Town meeting                | 1855     |
| Bethlehem        | Town    | Litchfield | 50,14              | 3 607            | Town meeting                | 1787     |
| Bloomfield       | Town    | Hartford   | 67,37              | 20 486           | Council-manager             | 1835     |
| Bolton           | Town    | Tolland    | 37,32              | 4 980            | Town meeting                | 1720     |
| Bozrah           | Town    | New London | 51,72              | 2 627            | Town meeting                | 1786     |
| Branford         | Town    | New Haven  | 56,93              | 28 026           | Representative town meeting | 1685     |
| Bridgeport       | City    | Fairfield  | 41,44              | 144 229          | Mayor-council               | 1821     |
| Bridgewater      | Town    | Litchfield | 42,04              | 1 727            | Town meeting                | 1856     |
| Bristol          | City    | Hartford   | 68,66              | 60 477           | Mayor-council               | 1785     |
| Brookfield       | Town    | Fairfield  | 51,28              | 16 452           | Town meeting                | 1788     |
| Brooklyn         | Town    | Windham    | 75,03              | 8 210            | Town meeting                | 1786     |
| Burlington       | Town    | Hartford   | 77,18              | 9 301            | Town meeting                | 1806     |
| Canaan           | Town    | Litchfield | 85,34              | 1 234            | Town meeting                | 1739     |
| Canterbury       | Town    | Windham    | 103,34             | 5 132            | Town meeting                | 1703     |
| Canton           | Town    | Hartford   | 63,64              | 10 292           | Town meeting                | 1806     |
| Chaplin          | Town    | Windham    | 50,32              | 2 305            | Town meeting                | 1822     |
| Cheshire         | Town    | New Haven  | 85,24              | 29 261           | Council-manager             | 1780     |
| Chester          | Town    | Middlesex  | 41,52              | 3 994            | Town meeting                | 1836     |
| Clinton          | Town    | Middlesex  | 42,17              | 13 260           | Town meeting                | 1838     |
| Colchester       | Town    | New London | 127,06             | 16 068           | Town meeting                | 1698     |
| Colebrook        | Town    | Litchfield | 81,51              | 1 485            | Town meeting                | 1779     |
| Columbia         | Town    | Tolland    | 55,32              | 5 485            | Town meeting                | 1804     |
| Cornwall         | Town    | Litchfield | 119,17             | 1 420            | Town meeting                | 1740     |
| Coventry         | Town    | Tolland    | 97,69              | 12 435           | Council-manager             | 1712     |
| Cromwell         | Town    | Middlesex  | 32,09              | 14 005           | Town meeting                | 1851     |
| Danbury          | City    | Fairfield  | 109,06             | 80 893           | Mayor-council               | 1687     |
| Danielson        | Borough | Windham    | 3,00               | 4 051            | Town de Killingly           | 1854     |
| Darien           | Town    | Fairfield  | 33,31              | 20 732           | Representative town meeting | 1820     |
| Deep River       | Town    | Middlesex  | 35,09              | 4 629            | Town meeting                | 1635     |
| Derby            | City    | New Haven  | 12,90              | 12 902           | Mayor-council               | 1675     |
| Durham           | Town    | Middlesex  | 61,12              | 7 388            | Town meeting                | 1708     |
| East Granby      | Town    | Hartford   | 45,27              | 5 148            | Town meeting                | 1858     |
| East Haddam      | Town    | Middlesex  | 140,71             | 9 126            | Town meeting                | 1734     |
| East Hampton     | Town    | Middlesex  | 92,18              | 12 959           | Council-manager             | 1767     |
| East Hartford    | Town    | Hartford   | 46,67              | 51 252           | Mayor-council               | 1783     |
| East Haven       | Town    | New Haven  | 31,75              | 29 257           | Mayor-council               | 1785     |
| East Lyme        | Town    | New London | 88,14              | 19 159           | Town meeting                | 1839     |
| East Windsor     | Town    | Hartford   | 68,09              | 11 162           | Town meeting                | 1768     |
| Eastford         | Town    | Windham    | 74,82              | 1 749            | Town meeting                | 1847     |
| Easton           | Town    | Fairfield  | 71,02              | 7 490            | Town meeting                | 1845     |
| Ellington        | Town    | Tolland    | 88,19              | 15 602           | Town meeting                | 1786     |
| Enfield          | Town    | Hartford   | 86,45              | 44 654           | Council-manager             | 1683     |
| Essex            | Town    | Middlesex  | 26,83              | 6 683            | Town meeting                | 1852     |
| Fairfield        | Town    | Fairfield  | 77,78              | 59 404           | Representative town meeting | 1666     |
| Farmington       | Town    | Hartford   | 72,68              | 25 340           | Council-manager             | 1645     |
| Fenwick          | Borough | Middlesex  | 1,01               | 43               | Town d'Old Saybrook         | 1899     |
| Franklin         | Town    | New London | 50,53              | 1 922            | Town meeting                | 1786     |
| Glastonbury      | Town    | Hartford   | 133,05             | 34 427           | Council-manager             | 1690     |
| Goshen           | Town    | Litchfield | 113,08             | 2 976            | Town meeting                | 1739     |
| Granby           | Town    | Hartford   | 105,39             | 11 282           | Council-manager             | 1786     |
| Greenwich        | Town    | Fairfield  | 123,88             | 61 171           | Representative town meeting | 1665     |
| Griswold         | Town    | New London | 90,52              | 11 951           | Town meeting                | 1815     |
| Groton           | Town    | New London | 81,07              | 40 115           | Representative town meeting | 1705     |
| Groton           | City    | New London | 17,51              | 10 389           | Town de Groton              | 1964     |
| Guilford         | Town    | New Haven  | 121,86             | 22 375           | Town meeting                | 1639     |
| Haddam           | Town    | Middlesex  | 114,04             | 8 346            | Town meeting                | 1662     |
| Hamden           | Town    | New Haven  | 84,90              | 60 960           | Mayor-council               | 1786     |
| Hampton          | Town    | Windham    | 64,75              | 1 863            | Town meeting                | 1786     |
| Hartford         | City    | Hartford   | 44,83              | 124 775          | Mayor-council               | 1635     |
| Hartland         | Town    | Hartford   | 85,55              | 2 114            | Town meeting                | 1761     |
| Harwinton        | Town    | Litchfield | 79,64              | 5 642            | Town meeting                | 1737     |
| Hebron           | Town    | Tolland    | 95,57              | 9 686            | Town meeting                | 1708     |
| Jewett City      | Borough | New London | 1,92               | 3 487            | Town de Griswold            | 1895     |
| Kent             | Town    | Litchfield | 125,54             | 2 979            | Town meeting                | 1739     |
| Killingly        | Town    | Windham    | 125,67             | 17 370           | Council-manager             | 1708     |
| Killingworth     | Town    | Middlesex  | 91,50              | 6 525            | Town meeting                | 1667     |
| Lebanon          | Town    | New London | 140,14             | 7 308            | Town meeting                | 1700     |
| Ledyard          | Town    | New London | 98,78              | 15 051           | Mayor-council               | 1836     |
| Lisbon           | Town    | New London | 42,11              | 4 338            | Town meeting                | 1786     |
| Litchfield       | Town    | Litchfield | 145,19             | 8 466            | Town meeting                | 1719     |
| Litchfield       | Borough | Litchfield | 3,55               | 1 258            | Town de Litchfield          | 1879     |
| Lyme             | Town    | New London | 82,49              | 2 406            | Town meeting                | 1667     |
| Madison          | Town    | New Haven  | 93,76              | 18 269           | Town meeting                | 1826     |
| Manchester       | Town    | Hartford   | 70,60              | 58 241           | Council-manager             | 1823     |
| Mansfield        | Town    | Tolland    | 115,15             | 26 543           | Council-manager             | 1702     |
| Marlborough      | Town    | Hartford   | 60,29              | 6 404            | Town meeting                | 1803     |
| Meriden          | City    | New Haven  | 61,51              | 60 868           | Council-manager             | 1806     |
| Middlebury       | Town    | New Haven  | 45,97              | 7 575            | Town meeting                | 1807     |
| Middlefield      | Town    | Middlesex  | 32,89              | 4 425            | Town meeting                | 1866     |
| Middletown       | City    | Middlesex  | 105,93             | 47 648           | Mayor-council               | 1651     |
| Milford          | City    | New Haven  | 58,43              | 52 759           | Mayor-council               | 1639     |
| Monroe           | Town    | Fairfield  | 67,68              | 19 479           | Town meeting                | 1823     |
| Montville        | Town    | New London | 108,83             | 19 571           | Mayor-council               | 1786     |
| Morris           | Town    | Litchfield | 44,52              | 2 388            | Town meeting                | 1859     |
| Naugatuck        | Borough | New Haven  | 42,45              | 31 862           | Mayor-council               | 1844     |
| New Britain      | City    | Hartford   | 34,55              | 73 206           | Mayor-council               | 1850     |
| New Canaan       | Town    | Fairfield  | 57,32              | 19 738           | Mayor-council               | 1801     |
| New Fairfield    | Town    | Fairfield  | 52,99              | 13 881           | Town meeting                | 1740     |
| New Hartford     | Town    | Litchfield | 95,91              | 6 970            | Town meeting                | 1738     |
| New Haven        | City    | New Haven  | 48,82              | 129 779          | Mayor-council               | 1638     |
| New London       | City    | New London | 14,35              | 27 620           | Mayor-council               | 1646     |
| New Milford      | Town    | Litchfield | 159,52             | 28 142           | Mayor-council               | 1712     |
| Newington        | Town    | Hartford   | 34,14              | 30 562           | Council-manager             | 1871     |
| Newtown          | Town    | Fairfield  | 149,60             | 27 560           | Town meeting                | 1711     |
| Newtown          | Borough | Fairfield  | 5,98               | 1 941            | Town de Newtown             | 1824     |
| Norfolk          | Town    | Litchfield | 117,35             | 1 709            | Town meeting                | 1758     |
| North Branford   | Town    | New Haven  | 64,54              | 14 407           | Council-manager             | 1831     |
| North Canaan     | Town    | Litchfield | 50,38              | 3 315            | Town meeting                | 1858     |
| North Haven      | Town    | New Haven  | 53,79              | 24 093           | Town meeting                | 1786     |
| North Stonington | Town    | New London | 140,66             | 5 297            | Town meeting                | 1807     |
| Norwalk          | City    | Fairfield  | 59,08              | 85 603           | Mayor-council               | 1651     |
| Norwich          | City    | New London | 73,37              | 40 493           | Council-manager             | 1662     |
| Old Lyme         | Town    | New London | 59,83              | 7 603            | Town meeting                | 1855     |
| Old Saybrook     | Town    | Middlesex  | 38,95              | 10 242           | Town meeting                | 1854     |
| Orange           | Town    | New Haven  | 44,52              | 13 956           | Town meeting                | 1822     |
| Oxford           | Town    | New Haven  | 85,18              | 12 683           | Town meeting                | 1798     |
| Plainfield       | Town    | Windham    | 109,48             | 15 405           | Town meeting                | 1699     |
| Plainville       | Town    | Hartford   | 25,28              | 17 716           | Council-manager             | 1869     |
| Plymouth         | Town    | Litchfield | 56,25              | 12 243           | Mayor-council               | 1795     |
| Pomfret          | Town    | Windham    | 104,38             | 4 247            | Town meeting                | 1713     |
| Portland         | Town    | Middlesex  | 60,61              | 9 508            | Town meeting                | 1841     |
| Preston          | Town    | New London | 80,03              | 4 726            | Town meeting                | 1687     |
| Prospect         | Town    | New Haven  | 37,09              | 9 405            | Mayor-council               | 1827     |
| Putnam           | Town    | Windham    | 52,55              | 9 584            | Town meeting                | 1855     |
| Redding          | Town    | Fairfield  | 81,58              | 9 158            | Town meeting                | 1767     |
| Ridgefield       | Town    | Fairfield  | 89,17              | 24 638           | Town meeting                | 1709     |
| Rocky Hill       | Town    | Hartford   | 34,84              | 19 709           | Representative town meeting | 1843     |
| Roxbury          | Town    | Litchfield | 67,94              | 2 262            | Town meeting                | 1796     |
| Salem            | Town    | New London | 74,98              | 4 151            | Town meeting                | 1819     |
| Salisbury        | Town    | Litchfield | 148,46             | 3 741            | Town meeting                | 1741     |
| Scotland         | Town    | Windham    | 48,20              | 1 726            | Town meeting                | 1857     |
| Seymour          | Town    | New Haven  | 37,74              | 16 540           | Town meeting                | 1850     |
| Sharon           | Town    | Litchfield | 152,03             | 2 782            | Town meeting                | 1739     |
| Shelton          | City    | Fairfield  | 79,18              | 39 559           | Mayor-council               | 1789     |
| Sherman          | Town    | Fairfield  | 56,46              | 3 581            | Town meeting                | 1802     |
| Simsbury         | Town    | Hartford   | 87,75              | 23 511           | Town meeting                | 1670     |
| Somers           | Town    | Tolland    | 73,40              | 11 444           | Town meeting                | 1734     |
| South Windsor    | Town    | Hartford   | 72,42              | 25 709           | Council-manager             | 1845     |
| Southbury        | Town    | New Haven  | 101,17             | 19 904           | Town meeting                | 1787     |
| Southington      | Town    | Hartford   | 93,21              | 43 069           | Council-manager             | 1779     |
| Sprague          | Town    | New London | 34,21              | 2 984            | Town meeting                | 1861     |
| Stafford         | Town    | Tolland    | 150,12             | 12 087           | Town meeting                | 1719     |
| Stamford         | City    | Fairfield  | 97,77              | 122 643          | Mayor-council               | 1641     |
| Sterling         | Town    | Windham    | 70,53              | 3 830            | Town meeting                | 1794     |
| Stonington       | Town    | New London | 100,21             | 18 545           | Town meeting                | 1662     |
| Stonington       | Borough | New London | 1,92               | 929              | Town de Stonington          | 1801     |
| Stratford        | Town    | Fairfield  | 45,56              | 51 384           | Mayor-council               | 1639     |
| Suffield         | Town    | Hartford   | 109,32             | 15 735           | Town meeting                | 1674     |
| Thomaston        | Town    | Litchfield | 31,11              | 7 887            | Town meeting                | 1875     |
| Thompson         | Town    | Windham    | 121,57             | 9 458            | Town meeting                | 1785     |
| Tolland          | Town    | Tolland    | 102,85             | 15 052           | Council-manager             | 1715     |
| Torrington       | City    | Litchfield | 103,06             | 36 383           | Mayor-council               | 1740     |
| Trumbull         | Town    | Fairfield  | 60,32              | 36 018           | Mayor-council               | 1797     |
| Union            | Town    | Tolland    | 74,36              | 854              | Town meeting                | 1734     |
| Vernon           | Town    | Tolland    | 45,92              | 29 179           | Mayor-council               | 1808     |
| Voluntown        | Town    | New London | 100,80             | 2 603            | Town meeting                | 1721     |
| Wallingford      | Town    | New Haven  | 101,06             | 45 135           | Mayor-council               | 1670     |
| Warren           | Town    | Litchfield | 68,14              | 1 461            | Town meeting                | 1786     |
| Washington       | Town    | Litchfield | 98,91              | 3 578            | Town meeting                | 1779     |
| Waterbury        | City    | New Haven  | 74,00              | 110 366          | Mayor-council               | 1686     |
| Waterford        | Town    | New London | 84,82              | 19 517           | Representative town meeting | 1801     |
| Watertown        | Town    | Litchfield | 75,50              | 22 514           | Council-manager             | 1780     |
| West Hartford    | Town    | Hartford   | 56,93              | 63 268           | Council-manager             | 1854     |
| West Haven       | City    | New Haven  | 28,08              | 55 564           | Mayor-council               | 1921     |
| Westbrook        | Town    | Middlesex  | 40,71              | 6 938            | Town meeting                | 1840     |
| Weston           | Town    | Fairfield  | 51,28              | 10 179           | Town meeting                | 1787     |
| Westport         | Town    | Fairfield  | 51,83              | 26 391           | Representative town meeting | 1835     |
| Wethersfield     | Town    | Hartford   | 32,09              | 26 668           | Council-manager             | 1634     |
| Willington       | Town    | Tolland    | 86,17              | 6 041            | Town meeting                | 1727     |
| Wilton           | Town    | Fairfield  | 69,80              | 18 062           | Town meeting                | 1802     |
| Winchester       | Town    | Litchfield | 83,60              | 11 242           | Council-manager             | 1771     |
| Windham          | Town    | Windham    | 70,11              | 25 268           | Town meeting                | 1692     |
| Windsor          | Town    | Hartford   | 76,74              | 29 044           | Council-manager             | 1633     |
| Windsor Locks    | Town    | Hartford   | 23,39              | 12 498           | Town meeting                | 1854     |
| Wolcott          | Town    | New Haven  | 52,91              | 16 680           | Mayor-council               | 1796     |
| Woodbridge       | Town    | New Haven  | 48,77              | 8 990            | Town meeting                | 1784     |
| Woodbury         | Town    | Litchfield | 94,46              | 9 975            | Town meeting                | 1673     |
| Woodmont         | Borough | New Haven  | 2,56               | 1 488            | City de Milford             | 1903     |
| Woodstock        | Town    | Windham    | 156,80             | 7 964            | Town meeting                | 1686     |